# Focke-Wulf Fw 186
O Focke-Wulf Fw 186 foi um autogiro construído pela Focke-Wulf em 1937 com o apoio do ReichsLuftfahrtMinisterium (RLM), para que pudesse servir como aeronave de reconhecimento com características STOL. Contudo, apenas um exemplar foi construído, e o projecto foi abandonado quando o RLM deu prioridade ao Fieseler Fi 156 Storch.